# Andrej Lobusov
Andrej Jakovlevič Lobusov, in russo Андрей Яковлевич Лобусов (Mosca, 15 giugno 1951 – Mosca, 13 luglio 2010), è stato un compositore di scacchi russo.
Pubblicò il suo primo problema a undici anni sul giornale aziendale Wodnik. Da allora ha composto oltre 500 problemi di tutti i generi. Ha ricevuto circa 350 riconoscimenti, tra cui 190 premiazioni (94 primi premi).
Più volte vincitore del campionato sovietico di composizione e campione del mondo con la squadra dell'URSS nel campionato del mondo a squadre.
Giudice internazionale per la composizione dal 1987, Grande Maestro della composizione dal 1993. Negli Album FIDE sono stati pubblicati 174 suoi lavori.
Laureato in economia nel 1974 all'Università Plekhanov di Mosca. Di professione era un ricercatore nel settore merceologico.
Due suoi primi premi: 
|   | a | b | c | d | e | f | g | h |   |
| 8 | g8 alfiere del nero · a6 cavallo del nero · b6 re del bianco · c6 pedone del bianco · a5 cavallo del bianco · b5 donna del bianco · e5 pedone del bianco · f5 torre del bianco · d4 re del nero · e4 torre del nero · g4 pedone del bianco · h4 cavallo del bianco · h3 torre del nero · d2 pedone del bianco · b1 alfiere del bianco | g8 alfiere del nero · a6 cavallo del nero · b6 re del bianco · c6 pedone del bianco · a5 cavallo del bianco · b5 donna del bianco · e5 pedone del bianco · f5 torre del bianco · d4 re del nero · e4 torre del nero · g4 pedone del bianco · h4 cavallo del bianco · h3 torre del nero · d2 pedone del bianco · b1 alfiere del bianco | g8 alfiere del nero · a6 cavallo del nero · b6 re del bianco · c6 pedone del bianco · a5 cavallo del bianco · b5 donna del bianco · e5 pedone del bianco · f5 torre del bianco · d4 re del nero · e4 torre del nero · g4 pedone del bianco · h4 cavallo del bianco · h3 torre del nero · d2 pedone del bianco · b1 alfiere del bianco | g8 alfiere del nero · a6 cavallo del nero · b6 re del bianco · c6 pedone del bianco · a5 cavallo del bianco · b5 donna del bianco · e5 pedone del bianco · f5 torre del bianco · d4 re del nero · e4 torre del nero · g4 pedone del bianco · h4 cavallo del bianco · h3 torre del nero · d2 pedone del bianco · b1 alfiere del bianco | g8 alfiere del nero · a6 cavallo del nero · b6 re del bianco · c6 pedone del bianco · a5 cavallo del bianco · b5 donna del bianco · e5 pedone del bianco · f5 torre del bianco · d4 re del nero · e4 torre del nero · g4 pedone del bianco · h4 cavallo del bianco · h3 torre del nero · d2 pedone del bianco · b1 alfiere del bianco | g8 alfiere del nero · a6 cavallo del nero · b6 re del bianco · c6 pedone del bianco · a5 cavallo del bianco · b5 donna del bianco · e5 pedone del bianco · f5 torre del bianco · d4 re del nero · e4 torre del nero · g4 pedone del bianco · h4 cavallo del bianco · h3 torre del nero · d2 pedone del bianco · b1 alfiere del bianco | g8 alfiere del nero · a6 cavallo del nero · b6 re del bianco · c6 pedone del bianco · a5 cavallo del bianco · b5 donna del bianco · e5 pedone del bianco · f5 torre del bianco · d4 re del nero · e4 torre del nero · g4 pedone del bianco · h4 cavallo del bianco · h3 torre del nero · d2 pedone del bianco · b1 alfiere del bianco | g8 alfiere del nero · a6 cavallo del nero · b6 re del bianco · c6 pedone del bianco · a5 cavallo del bianco · b5 donna del bianco · e5 pedone del bianco · f5 torre del bianco · d4 re del nero · e4 torre del nero · g4 pedone del bianco · h4 cavallo del bianco · h3 torre del nero · d2 pedone del bianco · b1 alfiere del bianco | 8 |
| 7 | g8 alfiere del nero · a6 cavallo del nero · b6 re del bianco · c6 pedone del bianco · a5 cavallo del bianco · b5 donna del bianco · e5 pedone del bianco · f5 torre del bianco · d4 re del nero · e4 torre del nero · g4 pedone del bianco · h4 cavallo del bianco · h3 torre del nero · d2 pedone del bianco · b1 alfiere del bianco | g8 alfiere del nero · a6 cavallo del nero · b6 re del bianco · c6 pedone del bianco · a5 cavallo del bianco · b5 donna del bianco · e5 pedone del bianco · f5 torre del bianco · d4 re del nero · e4 torre del nero · g4 pedone del bianco · h4 cavallo del bianco · h3 torre del nero · d2 pedone del bianco · b1 alfiere del bianco | g8 alfiere del nero · a6 cavallo del nero · b6 re del bianco · c6 pedone del bianco · a5 cavallo del bianco · b5 donna del bianco · e5 pedone del bianco · f5 torre del bianco · d4 re del nero · e4 torre del nero · g4 pedone del bianco · h4 cavallo del bianco · h3 torre del nero · d2 pedone del bianco · b1 alfiere del bianco | g8 alfiere del nero · a6 cavallo del nero · b6 re del bianco · c6 pedone del bianco · a5 cavallo del bianco · b5 donna del bianco · e5 pedone del bianco · f5 torre del bianco · d4 re del nero · e4 torre del nero · g4 pedone del bianco · h4 cavallo del bianco · h3 torre del nero · d2 pedone del bianco · b1 alfiere del bianco | g8 alfiere del nero · a6 cavallo del nero · b6 re del bianco · c6 pedone del bianco · a5 cavallo del bianco · b5 donna del bianco · e5 pedone del bianco · f5 torre del bianco · d4 re del nero · e4 torre del nero · g4 pedone del bianco · h4 cavallo del bianco · h3 torre del nero · d2 pedone del bianco · b1 alfiere del bianco | g8 alfiere del nero · a6 cavallo del nero · b6 re del bianco · c6 pedone del bianco · a5 cavallo del bianco · b5 donna del bianco · e5 pedone del bianco · f5 torre del bianco · d4 re del nero · e4 torre del nero · g4 pedone del bianco · h4 cavallo del bianco · h3 torre del nero · d2 pedone del bianco · b1 alfiere del bianco | g8 alfiere del nero · a6 cavallo del nero · b6 re del bianco · c6 pedone del bianco · a5 cavallo del bianco · b5 donna del bianco · e5 pedone del bianco · f5 torre del bianco · d4 re del nero · e4 torre del nero · g4 pedone del bianco · h4 cavallo del bianco · h3 torre del nero · d2 pedone del bianco · b1 alfiere del bianco | g8 alfiere del nero · a6 cavallo del nero · b6 re del bianco · c6 pedone del bianco · a5 cavallo del bianco · b5 donna del bianco · e5 pedone del bianco · f5 torre del bianco · d4 re del nero · e4 torre del nero · g4 pedone del bianco · h4 cavallo del bianco · h3 torre del nero · d2 pedone del bianco · b1 alfiere del bianco | 7 |
| 6 | g8 alfiere del nero · a6 cavallo del nero · b6 re del bianco · c6 pedone del bianco · a5 cavallo del bianco · b5 donna del bianco · e5 pedone del bianco · f5 torre del bianco · d4 re del nero · e4 torre del nero · g4 pedone del bianco · h4 cavallo del bianco · h3 torre del nero · d2 pedone del bianco · b1 alfiere del bianco | g8 alfiere del nero · a6 cavallo del nero · b6 re del bianco · c6 pedone del bianco · a5 cavallo del bianco · b5 donna del bianco · e5 pedone del bianco · f5 torre del bianco · d4 re del nero · e4 torre del nero · g4 pedone del bianco · h4 cavallo del bianco · h3 torre del nero · d2 pedone del bianco · b1 alfiere del bianco | g8 alfiere del nero · a6 cavallo del nero · b6 re del bianco · c6 pedone del bianco · a5 cavallo del bianco · b5 donna del bianco · e5 pedone del bianco · f5 torre del bianco · d4 re del nero · e4 torre del nero · g4 pedone del bianco · h4 cavallo del bianco · h3 torre del nero · d2 pedone del bianco · b1 alfiere del bianco | g8 alfiere del nero · a6 cavallo del nero · b6 re del bianco · c6 pedone del bianco · a5 cavallo del bianco · b5 donna del bianco · e5 pedone del bianco · f5 torre del bianco · d4 re del nero · e4 torre del nero · g4 pedone del bianco · h4 cavallo del bianco · h3 torre del nero · d2 pedone del bianco · b1 alfiere del bianco | g8 alfiere del nero · a6 cavallo del nero · b6 re del bianco · c6 pedone del bianco · a5 cavallo del bianco · b5 donna del bianco · e5 pedone del bianco · f5 torre del bianco · d4 re del nero · e4 torre del nero · g4 pedone del bianco · h4 cavallo del bianco · h3 torre del nero · d2 pedone del bianco · b1 alfiere del bianco | g8 alfiere del nero · a6 cavallo del nero · b6 re del bianco · c6 pedone del bianco · a5 cavallo del bianco · b5 donna del bianco · e5 pedone del bianco · f5 torre del bianco · d4 re del nero · e4 torre del nero · g4 pedone del bianco · h4 cavallo del bianco · h3 torre del nero · d2 pedone del bianco · b1 alfiere del bianco | g8 alfiere del nero · a6 cavallo del nero · b6 re del bianco · c6 pedone del bianco · a5 cavallo del bianco · b5 donna del bianco · e5 pedone del bianco · f5 torre del bianco · d4 re del nero · e4 torre del nero · g4 pedone del bianco · h4 cavallo del bianco · h3 torre del nero · d2 pedone del bianco · b1 alfiere del bianco | g8 alfiere del nero · a6 cavallo del nero · b6 re del bianco · c6 pedone del bianco · a5 cavallo del bianco · b5 donna del bianco · e5 pedone del bianco · f5 torre del bianco · d4 re del nero · e4 torre del nero · g4 pedone del bianco · h4 cavallo del bianco · h3 torre del nero · d2 pedone del bianco · b1 alfiere del bianco | 6 |
| 5 | g8 alfiere del nero · a6 cavallo del nero · b6 re del bianco · c6 pedone del bianco · a5 cavallo del bianco · b5 donna del bianco · e5 pedone del bianco · f5 torre del bianco · d4 re del nero · e4 torre del nero · g4 pedone del bianco · h4 cavallo del bianco · h3 torre del nero · d2 pedone del bianco · b1 alfiere del bianco | g8 alfiere del nero · a6 cavallo del nero · b6 re del bianco · c6 pedone del bianco · a5 cavallo del bianco · b5 donna del bianco · e5 pedone del bianco · f5 torre del bianco · d4 re del nero · e4 torre del nero · g4 pedone del bianco · h4 cavallo del bianco · h3 torre del nero · d2 pedone del bianco · b1 alfiere del bianco | g8 alfiere del nero · a6 cavallo del nero · b6 re del bianco · c6 pedone del bianco · a5 cavallo del bianco · b5 donna del bianco · e5 pedone del bianco · f5 torre del bianco · d4 re del nero · e4 torre del nero · g4 pedone del bianco · h4 cavallo del bianco · h3 torre del nero · d2 pedone del bianco · b1 alfiere del bianco | g8 alfiere del nero · a6 cavallo del nero · b6 re del bianco · c6 pedone del bianco · a5 cavallo del bianco · b5 donna del bianco · e5 pedone del bianco · f5 torre del bianco · d4 re del nero · e4 torre del nero · g4 pedone del bianco · h4 cavallo del bianco · h3 torre del nero · d2 pedone del bianco · b1 alfiere del bianco | g8 alfiere del nero · a6 cavallo del nero · b6 re del bianco · c6 pedone del bianco · a5 cavallo del bianco · b5 donna del bianco · e5 pedone del bianco · f5 torre del bianco · d4 re del nero · e4 torre del nero · g4 pedone del bianco · h4 cavallo del bianco · h3 torre del nero · d2 pedone del bianco · b1 alfiere del bianco | g8 alfiere del nero · a6 cavallo del nero · b6 re del bianco · c6 pedone del bianco · a5 cavallo del bianco · b5 donna del bianco · e5 pedone del bianco · f5 torre del bianco · d4 re del nero · e4 torre del nero · g4 pedone del bianco · h4 cavallo del bianco · h3 torre del nero · d2 pedone del bianco · b1 alfiere del bianco | g8 alfiere del nero · a6 cavallo del nero · b6 re del bianco · c6 pedone del bianco · a5 cavallo del bianco · b5 donna del bianco · e5 pedone del bianco · f5 torre del bianco · d4 re del nero · e4 torre del nero · g4 pedone del bianco · h4 cavallo del bianco · h3 torre del nero · d2 pedone del bianco · b1 alfiere del bianco | g8 alfiere del nero · a6 cavallo del nero · b6 re del bianco · c6 pedone del bianco · a5 cavallo del bianco · b5 donna del bianco · e5 pedone del bianco · f5 torre del bianco · d4 re del nero · e4 torre del nero · g4 pedone del bianco · h4 cavallo del bianco · h3 torre del nero · d2 pedone del bianco · b1 alfiere del bianco | 5 |
| 4 | g8 alfiere del nero · a6 cavallo del nero · b6 re del bianco · c6 pedone del bianco · a5 cavallo del bianco · b5 donna del bianco · e5 pedone del bianco · f5 torre del bianco · d4 re del nero · e4 torre del nero · g4 pedone del bianco · h4 cavallo del bianco · h3 torre del nero · d2 pedone del bianco · b1 alfiere del bianco | g8 alfiere del nero · a6 cavallo del nero · b6 re del bianco · c6 pedone del bianco · a5 cavallo del bianco · b5 donna del bianco · e5 pedone del bianco · f5 torre del bianco · d4 re del nero · e4 torre del nero · g4 pedone del bianco · h4 cavallo del bianco · h3 torre del nero · d2 pedone del bianco · b1 alfiere del bianco | g8 alfiere del nero · a6 cavallo del nero · b6 re del bianco · c6 pedone del bianco · a5 cavallo del bianco · b5 donna del bianco · e5 pedone del bianco · f5 torre del bianco · d4 re del nero · e4 torre del nero · g4 pedone del bianco · h4 cavallo del bianco · h3 torre del nero · d2 pedone del bianco · b1 alfiere del bianco | g8 alfiere del nero · a6 cavallo del nero · b6 re del bianco · c6 pedone del bianco · a5 cavallo del bianco · b5 donna del bianco · e5 pedone del bianco · f5 torre del bianco · d4 re del nero · e4 torre del nero · g4 pedone del bianco · h4 cavallo del bianco · h3 torre del nero · d2 pedone del bianco · b1 alfiere del bianco | g8 alfiere del nero · a6 cavallo del nero · b6 re del bianco · c6 pedone del bianco · a5 cavallo del bianco · b5 donna del bianco · e5 pedone del bianco · f5 torre del bianco · d4 re del nero · e4 torre del nero · g4 pedone del bianco · h4 cavallo del bianco · h3 torre del nero · d2 pedone del bianco · b1 alfiere del bianco | g8 alfiere del nero · a6 cavallo del nero · b6 re del bianco · c6 pedone del bianco · a5 cavallo del bianco · b5 donna del bianco · e5 pedone del bianco · f5 torre del bianco · d4 re del nero · e4 torre del nero · g4 pedone del bianco · h4 cavallo del bianco · h3 torre del nero · d2 pedone del bianco · b1 alfiere del bianco | g8 alfiere del nero · a6 cavallo del nero · b6 re del bianco · c6 pedone del bianco · a5 cavallo del bianco · b5 donna del bianco · e5 pedone del bianco · f5 torre del bianco · d4 re del nero · e4 torre del nero · g4 pedone del bianco · h4 cavallo del bianco · h3 torre del nero · d2 pedone del bianco · b1 alfiere del bianco | g8 alfiere del nero · a6 cavallo del nero · b6 re del bianco · c6 pedone del bianco · a5 cavallo del bianco · b5 donna del bianco · e5 pedone del bianco · f5 torre del bianco · d4 re del nero · e4 torre del nero · g4 pedone del bianco · h4 cavallo del bianco · h3 torre del nero · d2 pedone del bianco · b1 alfiere del bianco | 4 |
| 3 | g8 alfiere del nero · a6 cavallo del nero · b6 re del bianco · c6 pedone del bianco · a5 cavallo del bianco · b5 donna del bianco · e5 pedone del bianco · f5 torre del bianco · d4 re del nero · e4 torre del nero · g4 pedone del bianco · h4 cavallo del bianco · h3 torre del nero · d2 pedone del bianco · b1 alfiere del bianco | g8 alfiere del nero · a6 cavallo del nero · b6 re del bianco · c6 pedone del bianco · a5 cavallo del bianco · b5 donna del bianco · e5 pedone del bianco · f5 torre del bianco · d4 re del nero · e4 torre del nero · g4 pedone del bianco · h4 cavallo del bianco · h3 torre del nero · d2 pedone del bianco · b1 alfiere del bianco | g8 alfiere del nero · a6 cavallo del nero · b6 re del bianco · c6 pedone del bianco · a5 cavallo del bianco · b5 donna del bianco · e5 pedone del bianco · f5 torre del bianco · d4 re del nero · e4 torre del nero · g4 pedone del bianco · h4 cavallo del bianco · h3 torre del nero · d2 pedone del bianco · b1 alfiere del bianco | g8 alfiere del nero · a6 cavallo del nero · b6 re del bianco · c6 pedone del bianco · a5 cavallo del bianco · b5 donna del bianco · e5 pedone del bianco · f5 torre del bianco · d4 re del nero · e4 torre del nero · g4 pedone del bianco · h4 cavallo del bianco · h3 torre del nero · d2 pedone del bianco · b1 alfiere del bianco | g8 alfiere del nero · a6 cavallo del nero · b6 re del bianco · c6 pedone del bianco · a5 cavallo del bianco · b5 donna del bianco · e5 pedone del bianco · f5 torre del bianco · d4 re del nero · e4 torre del nero · g4 pedone del bianco · h4 cavallo del bianco · h3 torre del nero · d2 pedone del bianco · b1 alfiere del bianco | g8 alfiere del nero · a6 cavallo del nero · b6 re del bianco · c6 pedone del bianco · a5 cavallo del bianco · b5 donna del bianco · e5 pedone del bianco · f5 torre del bianco · d4 re del nero · e4 torre del nero · g4 pedone del bianco · h4 cavallo del bianco · h3 torre del nero · d2 pedone del bianco · b1 alfiere del bianco | g8 alfiere del nero · a6 cavallo del nero · b6 re del bianco · c6 pedone del bianco · a5 cavallo del bianco · b5 donna del bianco · e5 pedone del bianco · f5 torre del bianco · d4 re del nero · e4 torre del nero · g4 pedone del bianco · h4 cavallo del bianco · h3 torre del nero · d2 pedone del bianco · b1 alfiere del bianco | g8 alfiere del nero · a6 cavallo del nero · b6 re del bianco · c6 pedone del bianco · a5 cavallo del bianco · b5 donna del bianco · e5 pedone del bianco · f5 torre del bianco · d4 re del nero · e4 torre del nero · g4 pedone del bianco · h4 cavallo del bianco · h3 torre del nero · d2 pedone del bianco · b1 alfiere del bianco | 3 |
| 2 | g8 alfiere del nero · a6 cavallo del nero · b6 re del bianco · c6 pedone del bianco · a5 cavallo del bianco · b5 donna del bianco · e5 pedone del bianco · f5 torre del bianco · d4 re del nero · e4 torre del nero · g4 pedone del bianco · h4 cavallo del bianco · h3 torre del nero · d2 pedone del bianco · b1 alfiere del bianco | g8 alfiere del nero · a6 cavallo del nero · b6 re del bianco · c6 pedone del bianco · a5 cavallo del bianco · b5 donna del bianco · e5 pedone del bianco · f5 torre del bianco · d4 re del nero · e4 torre del nero · g4 pedone del bianco · h4 cavallo del bianco · h3 torre del nero · d2 pedone del bianco · b1 alfiere del bianco | g8 alfiere del nero · a6 cavallo del nero · b6 re del bianco · c6 pedone del bianco · a5 cavallo del bianco · b5 donna del bianco · e5 pedone del bianco · f5 torre del bianco · d4 re del nero · e4 torre del nero · g4 pedone del bianco · h4 cavallo del bianco · h3 torre del nero · d2 pedone del bianco · b1 alfiere del bianco | g8 alfiere del nero · a6 cavallo del nero · b6 re del bianco · c6 pedone del bianco · a5 cavallo del bianco · b5 donna del bianco · e5 pedone del bianco · f5 torre del bianco · d4 re del nero · e4 torre del nero · g4 pedone del bianco · h4 cavallo del bianco · h3 torre del nero · d2 pedone del bianco · b1 alfiere del bianco | g8 alfiere del nero · a6 cavallo del nero · b6 re del bianco · c6 pedone del bianco · a5 cavallo del bianco · b5 donna del bianco · e5 pedone del bianco · f5 torre del bianco · d4 re del nero · e4 torre del nero · g4 pedone del bianco · h4 cavallo del bianco · h3 torre del nero · d2 pedone del bianco · b1 alfiere del bianco | g8 alfiere del nero · a6 cavallo del nero · b6 re del bianco · c6 pedone del bianco · a5 cavallo del bianco · b5 donna del bianco · e5 pedone del bianco · f5 torre del bianco · d4 re del nero · e4 torre del nero · g4 pedone del bianco · h4 cavallo del bianco · h3 torre del nero · d2 pedone del bianco · b1 alfiere del bianco | g8 alfiere del nero · a6 cavallo del nero · b6 re del bianco · c6 pedone del bianco · a5 cavallo del bianco · b5 donna del bianco · e5 pedone del bianco · f5 torre del bianco · d4 re del nero · e4 torre del nero · g4 pedone del bianco · h4 cavallo del bianco · h3 torre del nero · d2 pedone del bianco · b1 alfiere del bianco | g8 alfiere del nero · a6 cavallo del nero · b6 re del bianco · c6 pedone del bianco · a5 cavallo del bianco · b5 donna del bianco · e5 pedone del bianco · f5 torre del bianco · d4 re del nero · e4 torre del nero · g4 pedone del bianco · h4 cavallo del bianco · h3 torre del nero · d2 pedone del bianco · b1 alfiere del bianco | 2 |
| 1 | g8 alfiere del nero · a6 cavallo del nero · b6 re del bianco · c6 pedone del bianco · a5 cavallo del bianco · b5 donna del bianco · e5 pedone del bianco · f5 torre del bianco · d4 re del nero · e4 torre del nero · g4 pedone del bianco · h4 cavallo del bianco · h3 torre del nero · d2 pedone del bianco · b1 alfiere del bianco | g8 alfiere del nero · a6 cavallo del nero · b6 re del bianco · c6 pedone del bianco · a5 cavallo del bianco · b5 donna del bianco · e5 pedone del bianco · f5 torre del bianco · d4 re del nero · e4 torre del nero · g4 pedone del bianco · h4 cavallo del bianco · h3 torre del nero · d2 pedone del bianco · b1 alfiere del bianco | g8 alfiere del nero · a6 cavallo del nero · b6 re del bianco · c6 pedone del bianco · a5 cavallo del bianco · b5 donna del bianco · e5 pedone del bianco · f5 torre del bianco · d4 re del nero · e4 torre del nero · g4 pedone del bianco · h4 cavallo del bianco · h3 torre del nero · d2 pedone del bianco · b1 alfiere del bianco | g8 alfiere del nero · a6 cavallo del nero · b6 re del bianco · c6 pedone del bianco · a5 cavallo del bianco · b5 donna del bianco · e5 pedone del bianco · f5 torre del bianco · d4 re del nero · e4 torre del nero · g4 pedone del bianco · h4 cavallo del bianco · h3 torre del nero · d2 pedone del bianco · b1 alfiere del bianco | g8 alfiere del nero · a6 cavallo del nero · b6 re del bianco · c6 pedone del bianco · a5 cavallo del bianco · b5 donna del bianco · e5 pedone del bianco · f5 torre del bianco · d4 re del nero · e4 torre del nero · g4 pedone del bianco · h4 cavallo del bianco · h3 torre del nero · d2 pedone del bianco · b1 alfiere del bianco | g8 alfiere del nero · a6 cavallo del nero · b6 re del bianco · c6 pedone del bianco · a5 cavallo del bianco · b5 donna del bianco · e5 pedone del bianco · f5 torre del bianco · d4 re del nero · e4 torre del nero · g4 pedone del bianco · h4 cavallo del bianco · h3 torre del nero · d2 pedone del bianco · b1 alfiere del bianco | g8 alfiere del nero · a6 cavallo del nero · b6 re del bianco · c6 pedone del bianco · a5 cavallo del bianco · b5 donna del bianco · e5 pedone del bianco · f5 torre del bianco · d4 re del nero · e4 torre del nero · g4 pedone del bianco · h4 cavallo del bianco · h3 torre del nero · d2 pedone del bianco · b1 alfiere del bianco | g8 alfiere del nero · a6 cavallo del nero · b6 re del bianco · c6 pedone del bianco · a5 cavallo del bianco · b5 donna del bianco · e5 pedone del bianco · f5 torre del bianco · d4 re del nero · e4 torre del nero · g4 pedone del bianco · h4 cavallo del bianco · h3 torre del nero · d2 pedone del bianco · b1 alfiere del bianco | 1 |
|   | a | b | c | d | e | f | g | h |   |

Soluzione:
Chiave: 1. Tf7!
1... Axf7  2. Cf5#

1... Ah7   2. Td7#

1... Txh4  2. Cb3#

1... Txe5  2. Dc4#

1... Tf3  2. Cxf3#

1... Tf4  2. Txf4#

1... Cc5  2. Dxc5#
|   | a | b | c | d | e | f | g | h |   |
| 8 | b7 alfiere del nero · h7 pedone del nero · a6 torre del nero · f6 torre del nero · h6 alfiere del bianco · h5 torre del bianco · b4 pedone del nero · d4 pedone del nero · e4 re del nero · f4 pedone del nero · g4 donna del bianco · h4 cavallo del bianco · c3 pedone del nero · d3 torre del bianco · b2 cavallo del nero · e2 pedone del bianco · g2 cavallo del bianco · e1 alfiere del nero · f1 re del bianco · g1 cavallo del nero | b7 alfiere del nero · h7 pedone del nero · a6 torre del nero · f6 torre del nero · h6 alfiere del bianco · h5 torre del bianco · b4 pedone del nero · d4 pedone del nero · e4 re del nero · f4 pedone del nero · g4 donna del bianco · h4 cavallo del bianco · c3 pedone del nero · d3 torre del bianco · b2 cavallo del nero · e2 pedone del bianco · g2 cavallo del bianco · e1 alfiere del nero · f1 re del bianco · g1 cavallo del nero | b7 alfiere del nero · h7 pedone del nero · a6 torre del nero · f6 torre del nero · h6 alfiere del bianco · h5 torre del bianco · b4 pedone del nero · d4 pedone del nero · e4 re del nero · f4 pedone del nero · g4 donna del bianco · h4 cavallo del bianco · c3 pedone del nero · d3 torre del bianco · b2 cavallo del nero · e2 pedone del bianco · g2 cavallo del bianco · e1 alfiere del nero · f1 re del bianco · g1 cavallo del nero | b7 alfiere del nero · h7 pedone del nero · a6 torre del nero · f6 torre del nero · h6 alfiere del bianco · h5 torre del bianco · b4 pedone del nero · d4 pedone del nero · e4 re del nero · f4 pedone del nero · g4 donna del bianco · h4 cavallo del bianco · c3 pedone del nero · d3 torre del bianco · b2 cavallo del nero · e2 pedone del bianco · g2 cavallo del bianco · e1 alfiere del nero · f1 re del bianco · g1 cavallo del nero | b7 alfiere del nero · h7 pedone del nero · a6 torre del nero · f6 torre del nero · h6 alfiere del bianco · h5 torre del bianco · b4 pedone del nero · d4 pedone del nero · e4 re del nero · f4 pedone del nero · g4 donna del bianco · h4 cavallo del bianco · c3 pedone del nero · d3 torre del bianco · b2 cavallo del nero · e2 pedone del bianco · g2 cavallo del bianco · e1 alfiere del nero · f1 re del bianco · g1 cavallo del nero | b7 alfiere del nero · h7 pedone del nero · a6 torre del nero · f6 torre del nero · h6 alfiere del bianco · h5 torre del bianco · b4 pedone del nero · d4 pedone del nero · e4 re del nero · f4 pedone del nero · g4 donna del bianco · h4 cavallo del bianco · c3 pedone del nero · d3 torre del bianco · b2 cavallo del nero · e2 pedone del bianco · g2 cavallo del bianco · e1 alfiere del nero · f1 re del bianco · g1 cavallo del nero | b7 alfiere del nero · h7 pedone del nero · a6 torre del nero · f6 torre del nero · h6 alfiere del bianco · h5 torre del bianco · b4 pedone del nero · d4 pedone del nero · e4 re del nero · f4 pedone del nero · g4 donna del bianco · h4 cavallo del bianco · c3 pedone del nero · d3 torre del bianco · b2 cavallo del nero · e2 pedone del bianco · g2 cavallo del bianco · e1 alfiere del nero · f1 re del bianco · g1 cavallo del nero | b7 alfiere del nero · h7 pedone del nero · a6 torre del nero · f6 torre del nero · h6 alfiere del bianco · h5 torre del bianco · b4 pedone del nero · d4 pedone del nero · e4 re del nero · f4 pedone del nero · g4 donna del bianco · h4 cavallo del bianco · c3 pedone del nero · d3 torre del bianco · b2 cavallo del nero · e2 pedone del bianco · g2 cavallo del bianco · e1 alfiere del nero · f1 re del bianco · g1 cavallo del nero | 8 |
| 7 | b7 alfiere del nero · h7 pedone del nero · a6 torre del nero · f6 torre del nero · h6 alfiere del bianco · h5 torre del bianco · b4 pedone del nero · d4 pedone del nero · e4 re del nero · f4 pedone del nero · g4 donna del bianco · h4 cavallo del bianco · c3 pedone del nero · d3 torre del bianco · b2 cavallo del nero · e2 pedone del bianco · g2 cavallo del bianco · e1 alfiere del nero · f1 re del bianco · g1 cavallo del nero | b7 alfiere del nero · h7 pedone del nero · a6 torre del nero · f6 torre del nero · h6 alfiere del bianco · h5 torre del bianco · b4 pedone del nero · d4 pedone del nero · e4 re del nero · f4 pedone del nero · g4 donna del bianco · h4 cavallo del bianco · c3 pedone del nero · d3 torre del bianco · b2 cavallo del nero · e2 pedone del bianco · g2 cavallo del bianco · e1 alfiere del nero · f1 re del bianco · g1 cavallo del nero | b7 alfiere del nero · h7 pedone del nero · a6 torre del nero · f6 torre del nero · h6 alfiere del bianco · h5 torre del bianco · b4 pedone del nero · d4 pedone del nero · e4 re del nero · f4 pedone del nero · g4 donna del bianco · h4 cavallo del bianco · c3 pedone del nero · d3 torre del bianco · b2 cavallo del nero · e2 pedone del bianco · g2 cavallo del bianco · e1 alfiere del nero · f1 re del bianco · g1 cavallo del nero | b7 alfiere del nero · h7 pedone del nero · a6 torre del nero · f6 torre del nero · h6 alfiere del bianco · h5 torre del bianco · b4 pedone del nero · d4 pedone del nero · e4 re del nero · f4 pedone del nero · g4 donna del bianco · h4 cavallo del bianco · c3 pedone del nero · d3 torre del bianco · b2 cavallo del nero · e2 pedone del bianco · g2 cavallo del bianco · e1 alfiere del nero · f1 re del bianco · g1 cavallo del nero | b7 alfiere del nero · h7 pedone del nero · a6 torre del nero · f6 torre del nero · h6 alfiere del bianco · h5 torre del bianco · b4 pedone del nero · d4 pedone del nero · e4 re del nero · f4 pedone del nero · g4 donna del bianco · h4 cavallo del bianco · c3 pedone del nero · d3 torre del bianco · b2 cavallo del nero · e2 pedone del bianco · g2 cavallo del bianco · e1 alfiere del nero · f1 re del bianco · g1 cavallo del nero | b7 alfiere del nero · h7 pedone del nero · a6 torre del nero · f6 torre del nero · h6 alfiere del bianco · h5 torre del bianco · b4 pedone del nero · d4 pedone del nero · e4 re del nero · f4 pedone del nero · g4 donna del bianco · h4 cavallo del bianco · c3 pedone del nero · d3 torre del bianco · b2 cavallo del nero · e2 pedone del bianco · g2 cavallo del bianco · e1 alfiere del nero · f1 re del bianco · g1 cavallo del nero | b7 alfiere del nero · h7 pedone del nero · a6 torre del nero · f6 torre del nero · h6 alfiere del bianco · h5 torre del bianco · b4 pedone del nero · d4 pedone del nero · e4 re del nero · f4 pedone del nero · g4 donna del bianco · h4 cavallo del bianco · c3 pedone del nero · d3 torre del bianco · b2 cavallo del nero · e2 pedone del bianco · g2 cavallo del bianco · e1 alfiere del nero · f1 re del bianco · g1 cavallo del nero | b7 alfiere del nero · h7 pedone del nero · a6 torre del nero · f6 torre del nero · h6 alfiere del bianco · h5 torre del bianco · b4 pedone del nero · d4 pedone del nero · e4 re del nero · f4 pedone del nero · g4 donna del bianco · h4 cavallo del bianco · c3 pedone del nero · d3 torre del bianco · b2 cavallo del nero · e2 pedone del bianco · g2 cavallo del bianco · e1 alfiere del nero · f1 re del bianco · g1 cavallo del nero | 7 |
| 6 | b7 alfiere del nero · h7 pedone del nero · a6 torre del nero · f6 torre del nero · h6 alfiere del bianco · h5 torre del bianco · b4 pedone del nero · d4 pedone del nero · e4 re del nero · f4 pedone del nero · g4 donna del bianco · h4 cavallo del bianco · c3 pedone del nero · d3 torre del bianco · b2 cavallo del nero · e2 pedone del bianco · g2 cavallo del bianco · e1 alfiere del nero · f1 re del bianco · g1 cavallo del nero | b7 alfiere del nero · h7 pedone del nero · a6 torre del nero · f6 torre del nero · h6 alfiere del bianco · h5 torre del bianco · b4 pedone del nero · d4 pedone del nero · e4 re del nero · f4 pedone del nero · g4 donna del bianco · h4 cavallo del bianco · c3 pedone del nero · d3 torre del bianco · b2 cavallo del nero · e2 pedone del bianco · g2 cavallo del bianco · e1 alfiere del nero · f1 re del bianco · g1 cavallo del nero | b7 alfiere del nero · h7 pedone del nero · a6 torre del nero · f6 torre del nero · h6 alfiere del bianco · h5 torre del bianco · b4 pedone del nero · d4 pedone del nero · e4 re del nero · f4 pedone del nero · g4 donna del bianco · h4 cavallo del bianco · c3 pedone del nero · d3 torre del bianco · b2 cavallo del nero · e2 pedone del bianco · g2 cavallo del bianco · e1 alfiere del nero · f1 re del bianco · g1 cavallo del nero | b7 alfiere del nero · h7 pedone del nero · a6 torre del nero · f6 torre del nero · h6 alfiere del bianco · h5 torre del bianco · b4 pedone del nero · d4 pedone del nero · e4 re del nero · f4 pedone del nero · g4 donna del bianco · h4 cavallo del bianco · c3 pedone del nero · d3 torre del bianco · b2 cavallo del nero · e2 pedone del bianco · g2 cavallo del bianco · e1 alfiere del nero · f1 re del bianco · g1 cavallo del nero | b7 alfiere del nero · h7 pedone del nero · a6 torre del nero · f6 torre del nero · h6 alfiere del bianco · h5 torre del bianco · b4 pedone del nero · d4 pedone del nero · e4 re del nero · f4 pedone del nero · g4 donna del bianco · h4 cavallo del bianco · c3 pedone del nero · d3 torre del bianco · b2 cavallo del nero · e2 pedone del bianco · g2 cavallo del bianco · e1 alfiere del nero · f1 re del bianco · g1 cavallo del nero | b7 alfiere del nero · h7 pedone del nero · a6 torre del nero · f6 torre del nero · h6 alfiere del bianco · h5 torre del bianco · b4 pedone del nero · d4 pedone del nero · e4 re del nero · f4 pedone del nero · g4 donna del bianco · h4 cavallo del bianco · c3 pedone del nero · d3 torre del bianco · b2 cavallo del nero · e2 pedone del bianco · g2 cavallo del bianco · e1 alfiere del nero · f1 re del bianco · g1 cavallo del nero | b7 alfiere del nero · h7 pedone del nero · a6 torre del nero · f6 torre del nero · h6 alfiere del bianco · h5 torre del bianco · b4 pedone del nero · d4 pedone del nero · e4 re del nero · f4 pedone del nero · g4 donna del bianco · h4 cavallo del bianco · c3 pedone del nero · d3 torre del bianco · b2 cavallo del nero · e2 pedone del bianco · g2 cavallo del bianco · e1 alfiere del nero · f1 re del bianco · g1 cavallo del nero | b7 alfiere del nero · h7 pedone del nero · a6 torre del nero · f6 torre del nero · h6 alfiere del bianco · h5 torre del bianco · b4 pedone del nero · d4 pedone del nero · e4 re del nero · f4 pedone del nero · g4 donna del bianco · h4 cavallo del bianco · c3 pedone del nero · d3 torre del bianco · b2 cavallo del nero · e2 pedone del bianco · g2 cavallo del bianco · e1 alfiere del nero · f1 re del bianco · g1 cavallo del nero | 6 |
| 5 | b7 alfiere del nero · h7 pedone del nero · a6 torre del nero · f6 torre del nero · h6 alfiere del bianco · h5 torre del bianco · b4 pedone del nero · d4 pedone del nero · e4 re del nero · f4 pedone del nero · g4 donna del bianco · h4 cavallo del bianco · c3 pedone del nero · d3 torre del bianco · b2 cavallo del nero · e2 pedone del bianco · g2 cavallo del bianco · e1 alfiere del nero · f1 re del bianco · g1 cavallo del nero | b7 alfiere del nero · h7 pedone del nero · a6 torre del nero · f6 torre del nero · h6 alfiere del bianco · h5 torre del bianco · b4 pedone del nero · d4 pedone del nero · e4 re del nero · f4 pedone del nero · g4 donna del bianco · h4 cavallo del bianco · c3 pedone del nero · d3 torre del bianco · b2 cavallo del nero · e2 pedone del bianco · g2 cavallo del bianco · e1 alfiere del nero · f1 re del bianco · g1 cavallo del nero | b7 alfiere del nero · h7 pedone del nero · a6 torre del nero · f6 torre del nero · h6 alfiere del bianco · h5 torre del bianco · b4 pedone del nero · d4 pedone del nero · e4 re del nero · f4 pedone del nero · g4 donna del bianco · h4 cavallo del bianco · c3 pedone del nero · d3 torre del bianco · b2 cavallo del nero · e2 pedone del bianco · g2 cavallo del bianco · e1 alfiere del nero · f1 re del bianco · g1 cavallo del nero | b7 alfiere del nero · h7 pedone del nero · a6 torre del nero · f6 torre del nero · h6 alfiere del bianco · h5 torre del bianco · b4 pedone del nero · d4 pedone del nero · e4 re del nero · f4 pedone del nero · g4 donna del bianco · h4 cavallo del bianco · c3 pedone del nero · d3 torre del bianco · b2 cavallo del nero · e2 pedone del bianco · g2 cavallo del bianco · e1 alfiere del nero · f1 re del bianco · g1 cavallo del nero | b7 alfiere del nero · h7 pedone del nero · a6 torre del nero · f6 torre del nero · h6 alfiere del bianco · h5 torre del bianco · b4 pedone del nero · d4 pedone del nero · e4 re del nero · f4 pedone del nero · g4 donna del bianco · h4 cavallo del bianco · c3 pedone del nero · d3 torre del bianco · b2 cavallo del nero · e2 pedone del bianco · g2 cavallo del bianco · e1 alfiere del nero · f1 re del bianco · g1 cavallo del nero | b7 alfiere del nero · h7 pedone del nero · a6 torre del nero · f6 torre del nero · h6 alfiere del bianco · h5 torre del bianco · b4 pedone del nero · d4 pedone del nero · e4 re del nero · f4 pedone del nero · g4 donna del bianco · h4 cavallo del bianco · c3 pedone del nero · d3 torre del bianco · b2 cavallo del nero · e2 pedone del bianco · g2 cavallo del bianco · e1 alfiere del nero · f1 re del bianco · g1 cavallo del nero | b7 alfiere del nero · h7 pedone del nero · a6 torre del nero · f6 torre del nero · h6 alfiere del bianco · h5 torre del bianco · b4 pedone del nero · d4 pedone del nero · e4 re del nero · f4 pedone del nero · g4 donna del bianco · h4 cavallo del bianco · c3 pedone del nero · d3 torre del bianco · b2 cavallo del nero · e2 pedone del bianco · g2 cavallo del bianco · e1 alfiere del nero · f1 re del bianco · g1 cavallo del nero | b7 alfiere del nero · h7 pedone del nero · a6 torre del nero · f6 torre del nero · h6 alfiere del bianco · h5 torre del bianco · b4 pedone del nero · d4 pedone del nero · e4 re del nero · f4 pedone del nero · g4 donna del bianco · h4 cavallo del bianco · c3 pedone del nero · d3 torre del bianco · b2 cavallo del nero · e2 pedone del bianco · g2 cavallo del bianco · e1 alfiere del nero · f1 re del bianco · g1 cavallo del nero | 5 |
| 4 | b7 alfiere del nero · h7 pedone del nero · a6 torre del nero · f6 torre del nero · h6 alfiere del bianco · h5 torre del bianco · b4 pedone del nero · d4 pedone del nero · e4 re del nero · f4 pedone del nero · g4 donna del bianco · h4 cavallo del bianco · c3 pedone del nero · d3 torre del bianco · b2 cavallo del nero · e2 pedone del bianco · g2 cavallo del bianco · e1 alfiere del nero · f1 re del bianco · g1 cavallo del nero | b7 alfiere del nero · h7 pedone del nero · a6 torre del nero · f6 torre del nero · h6 alfiere del bianco · h5 torre del bianco · b4 pedone del nero · d4 pedone del nero · e4 re del nero · f4 pedone del nero · g4 donna del bianco · h4 cavallo del bianco · c3 pedone del nero · d3 torre del bianco · b2 cavallo del nero · e2 pedone del bianco · g2 cavallo del bianco · e1 alfiere del nero · f1 re del bianco · g1 cavallo del nero | b7 alfiere del nero · h7 pedone del nero · a6 torre del nero · f6 torre del nero · h6 alfiere del bianco · h5 torre del bianco · b4 pedone del nero · d4 pedone del nero · e4 re del nero · f4 pedone del nero · g4 donna del bianco · h4 cavallo del bianco · c3 pedone del nero · d3 torre del bianco · b2 cavallo del nero · e2 pedone del bianco · g2 cavallo del bianco · e1 alfiere del nero · f1 re del bianco · g1 cavallo del nero | b7 alfiere del nero · h7 pedone del nero · a6 torre del nero · f6 torre del nero · h6 alfiere del bianco · h5 torre del bianco · b4 pedone del nero · d4 pedone del nero · e4 re del nero · f4 pedone del nero · g4 donna del bianco · h4 cavallo del bianco · c3 pedone del nero · d3 torre del bianco · b2 cavallo del nero · e2 pedone del bianco · g2 cavallo del bianco · e1 alfiere del nero · f1 re del bianco · g1 cavallo del nero | b7 alfiere del nero · h7 pedone del nero · a6 torre del nero · f6 torre del nero · h6 alfiere del bianco · h5 torre del bianco · b4 pedone del nero · d4 pedone del nero · e4 re del nero · f4 pedone del nero · g4 donna del bianco · h4 cavallo del bianco · c3 pedone del nero · d3 torre del bianco · b2 cavallo del nero · e2 pedone del bianco · g2 cavallo del bianco · e1 alfiere del nero · f1 re del bianco · g1 cavallo del nero | b7 alfiere del nero · h7 pedone del nero · a6 torre del nero · f6 torre del nero · h6 alfiere del bianco · h5 torre del bianco · b4 pedone del nero · d4 pedone del nero · e4 re del nero · f4 pedone del nero · g4 donna del bianco · h4 cavallo del bianco · c3 pedone del nero · d3 torre del bianco · b2 cavallo del nero · e2 pedone del bianco · g2 cavallo del bianco · e1 alfiere del nero · f1 re del bianco · g1 cavallo del nero | b7 alfiere del nero · h7 pedone del nero · a6 torre del nero · f6 torre del nero · h6 alfiere del bianco · h5 torre del bianco · b4 pedone del nero · d4 pedone del nero · e4 re del nero · f4 pedone del nero · g4 donna del bianco · h4 cavallo del bianco · c3 pedone del nero · d3 torre del bianco · b2 cavallo del nero · e2 pedone del bianco · g2 cavallo del bianco · e1 alfiere del nero · f1 re del bianco · g1 cavallo del nero | b7 alfiere del nero · h7 pedone del nero · a6 torre del nero · f6 torre del nero · h6 alfiere del bianco · h5 torre del bianco · b4 pedone del nero · d4 pedone del nero · e4 re del nero · f4 pedone del nero · g4 donna del bianco · h4 cavallo del bianco · c3 pedone del nero · d3 torre del bianco · b2 cavallo del nero · e2 pedone del bianco · g2 cavallo del bianco · e1 alfiere del nero · f1 re del bianco · g1 cavallo del nero | 4 |
| 3 | b7 alfiere del nero · h7 pedone del nero · a6 torre del nero · f6 torre del nero · h6 alfiere del bianco · h5 torre del bianco · b4 pedone del nero · d4 pedone del nero · e4 re del nero · f4 pedone del nero · g4 donna del bianco · h4 cavallo del bianco · c3 pedone del nero · d3 torre del bianco · b2 cavallo del nero · e2 pedone del bianco · g2 cavallo del bianco · e1 alfiere del nero · f1 re del bianco · g1 cavallo del nero | b7 alfiere del nero · h7 pedone del nero · a6 torre del nero · f6 torre del nero · h6 alfiere del bianco · h5 torre del bianco · b4 pedone del nero · d4 pedone del nero · e4 re del nero · f4 pedone del nero · g4 donna del bianco · h4 cavallo del bianco · c3 pedone del nero · d3 torre del bianco · b2 cavallo del nero · e2 pedone del bianco · g2 cavallo del bianco · e1 alfiere del nero · f1 re del bianco · g1 cavallo del nero | b7 alfiere del nero · h7 pedone del nero · a6 torre del nero · f6 torre del nero · h6 alfiere del bianco · h5 torre del bianco · b4 pedone del nero · d4 pedone del nero · e4 re del nero · f4 pedone del nero · g4 donna del bianco · h4 cavallo del bianco · c3 pedone del nero · d3 torre del bianco · b2 cavallo del nero · e2 pedone del bianco · g2 cavallo del bianco · e1 alfiere del nero · f1 re del bianco · g1 cavallo del nero | b7 alfiere del nero · h7 pedone del nero · a6 torre del nero · f6 torre del nero · h6 alfiere del bianco · h5 torre del bianco · b4 pedone del nero · d4 pedone del nero · e4 re del nero · f4 pedone del nero · g4 donna del bianco · h4 cavallo del bianco · c3 pedone del nero · d3 torre del bianco · b2 cavallo del nero · e2 pedone del bianco · g2 cavallo del bianco · e1 alfiere del nero · f1 re del bianco · g1 cavallo del nero | b7 alfiere del nero · h7 pedone del nero · a6 torre del nero · f6 torre del nero · h6 alfiere del bianco · h5 torre del bianco · b4 pedone del nero · d4 pedone del nero · e4 re del nero · f4 pedone del nero · g4 donna del bianco · h4 cavallo del bianco · c3 pedone del nero · d3 torre del bianco · b2 cavallo del nero · e2 pedone del bianco · g2 cavallo del bianco · e1 alfiere del nero · f1 re del bianco · g1 cavallo del nero | b7 alfiere del nero · h7 pedone del nero · a6 torre del nero · f6 torre del nero · h6 alfiere del bianco · h5 torre del bianco · b4 pedone del nero · d4 pedone del nero · e4 re del nero · f4 pedone del nero · g4 donna del bianco · h4 cavallo del bianco · c3 pedone del nero · d3 torre del bianco · b2 cavallo del nero · e2 pedone del bianco · g2 cavallo del bianco · e1 alfiere del nero · f1 re del bianco · g1 cavallo del nero | b7 alfiere del nero · h7 pedone del nero · a6 torre del nero · f6 torre del nero · h6 alfiere del bianco · h5 torre del bianco · b4 pedone del nero · d4 pedone del nero · e4 re del nero · f4 pedone del nero · g4 donna del bianco · h4 cavallo del bianco · c3 pedone del nero · d3 torre del bianco · b2 cavallo del nero · e2 pedone del bianco · g2 cavallo del bianco · e1 alfiere del nero · f1 re del bianco · g1 cavallo del nero | b7 alfiere del nero · h7 pedone del nero · a6 torre del nero · f6 torre del nero · h6 alfiere del bianco · h5 torre del bianco · b4 pedone del nero · d4 pedone del nero · e4 re del nero · f4 pedone del nero · g4 donna del bianco · h4 cavallo del bianco · c3 pedone del nero · d3 torre del bianco · b2 cavallo del nero · e2 pedone del bianco · g2 cavallo del bianco · e1 alfiere del nero · f1 re del bianco · g1 cavallo del nero | 3 |
| 2 | b7 alfiere del nero · h7 pedone del nero · a6 torre del nero · f6 torre del nero · h6 alfiere del bianco · h5 torre del bianco · b4 pedone del nero · d4 pedone del nero · e4 re del nero · f4 pedone del nero · g4 donna del bianco · h4 cavallo del bianco · c3 pedone del nero · d3 torre del bianco · b2 cavallo del nero · e2 pedone del bianco · g2 cavallo del bianco · e1 alfiere del nero · f1 re del bianco · g1 cavallo del nero | b7 alfiere del nero · h7 pedone del nero · a6 torre del nero · f6 torre del nero · h6 alfiere del bianco · h5 torre del bianco · b4 pedone del nero · d4 pedone del nero · e4 re del nero · f4 pedone del nero · g4 donna del bianco · h4 cavallo del bianco · c3 pedone del nero · d3 torre del bianco · b2 cavallo del nero · e2 pedone del bianco · g2 cavallo del bianco · e1 alfiere del nero · f1 re del bianco · g1 cavallo del nero | b7 alfiere del nero · h7 pedone del nero · a6 torre del nero · f6 torre del nero · h6 alfiere del bianco · h5 torre del bianco · b4 pedone del nero · d4 pedone del nero · e4 re del nero · f4 pedone del nero · g4 donna del bianco · h4 cavallo del bianco · c3 pedone del nero · d3 torre del bianco · b2 cavallo del nero · e2 pedone del bianco · g2 cavallo del bianco · e1 alfiere del nero · f1 re del bianco · g1 cavallo del nero | b7 alfiere del nero · h7 pedone del nero · a6 torre del nero · f6 torre del nero · h6 alfiere del bianco · h5 torre del bianco · b4 pedone del nero · d4 pedone del nero · e4 re del nero · f4 pedone del nero · g4 donna del bianco · h4 cavallo del bianco · c3 pedone del nero · d3 torre del bianco · b2 cavallo del nero · e2 pedone del bianco · g2 cavallo del bianco · e1 alfiere del nero · f1 re del bianco · g1 cavallo del nero | b7 alfiere del nero · h7 pedone del nero · a6 torre del nero · f6 torre del nero · h6 alfiere del bianco · h5 torre del bianco · b4 pedone del nero · d4 pedone del nero · e4 re del nero · f4 pedone del nero · g4 donna del bianco · h4 cavallo del bianco · c3 pedone del nero · d3 torre del bianco · b2 cavallo del nero · e2 pedone del bianco · g2 cavallo del bianco · e1 alfiere del nero · f1 re del bianco · g1 cavallo del nero | b7 alfiere del nero · h7 pedone del nero · a6 torre del nero · f6 torre del nero · h6 alfiere del bianco · h5 torre del bianco · b4 pedone del nero · d4 pedone del nero · e4 re del nero · f4 pedone del nero · g4 donna del bianco · h4 cavallo del bianco · c3 pedone del nero · d3 torre del bianco · b2 cavallo del nero · e2 pedone del bianco · g2 cavallo del bianco · e1 alfiere del nero · f1 re del bianco · g1 cavallo del nero | b7 alfiere del nero · h7 pedone del nero · a6 torre del nero · f6 torre del nero · h6 alfiere del bianco · h5 torre del bianco · b4 pedone del nero · d4 pedone del nero · e4 re del nero · f4 pedone del nero · g4 donna del bianco · h4 cavallo del bianco · c3 pedone del nero · d3 torre del bianco · b2 cavallo del nero · e2 pedone del bianco · g2 cavallo del bianco · e1 alfiere del nero · f1 re del bianco · g1 cavallo del nero | b7 alfiere del nero · h7 pedone del nero · a6 torre del nero · f6 torre del nero · h6 alfiere del bianco · h5 torre del bianco · b4 pedone del nero · d4 pedone del nero · e4 re del nero · f4 pedone del nero · g4 donna del bianco · h4 cavallo del bianco · c3 pedone del nero · d3 torre del bianco · b2 cavallo del nero · e2 pedone del bianco · g2 cavallo del bianco · e1 alfiere del nero · f1 re del bianco · g1 cavallo del nero | 2 |
| 1 | b7 alfiere del nero · h7 pedone del nero · a6 torre del nero · f6 torre del nero · h6 alfiere del bianco · h5 torre del bianco · b4 pedone del nero · d4 pedone del nero · e4 re del nero · f4 pedone del nero · g4 donna del bianco · h4 cavallo del bianco · c3 pedone del nero · d3 torre del bianco · b2 cavallo del nero · e2 pedone del bianco · g2 cavallo del bianco · e1 alfiere del nero · f1 re del bianco · g1 cavallo del nero | b7 alfiere del nero · h7 pedone del nero · a6 torre del nero · f6 torre del nero · h6 alfiere del bianco · h5 torre del bianco · b4 pedone del nero · d4 pedone del nero · e4 re del nero · f4 pedone del nero · g4 donna del bianco · h4 cavallo del bianco · c3 pedone del nero · d3 torre del bianco · b2 cavallo del nero · e2 pedone del bianco · g2 cavallo del bianco · e1 alfiere del nero · f1 re del bianco · g1 cavallo del nero | b7 alfiere del nero · h7 pedone del nero · a6 torre del nero · f6 torre del nero · h6 alfiere del bianco · h5 torre del bianco · b4 pedone del nero · d4 pedone del nero · e4 re del nero · f4 pedone del nero · g4 donna del bianco · h4 cavallo del bianco · c3 pedone del nero · d3 torre del bianco · b2 cavallo del nero · e2 pedone del bianco · g2 cavallo del bianco · e1 alfiere del nero · f1 re del bianco · g1 cavallo del nero | b7 alfiere del nero · h7 pedone del nero · a6 torre del nero · f6 torre del nero · h6 alfiere del bianco · h5 torre del bianco · b4 pedone del nero · d4 pedone del nero · e4 re del nero · f4 pedone del nero · g4 donna del bianco · h4 cavallo del bianco · c3 pedone del nero · d3 torre del bianco · b2 cavallo del nero · e2 pedone del bianco · g2 cavallo del bianco · e1 alfiere del nero · f1 re del bianco · g1 cavallo del nero | b7 alfiere del nero · h7 pedone del nero · a6 torre del nero · f6 torre del nero · h6 alfiere del bianco · h5 torre del bianco · b4 pedone del nero · d4 pedone del nero · e4 re del nero · f4 pedone del nero · g4 donna del bianco · h4 cavallo del bianco · c3 pedone del nero · d3 torre del bianco · b2 cavallo del nero · e2 pedone del bianco · g2 cavallo del bianco · e1 alfiere del nero · f1 re del bianco · g1 cavallo del nero | b7 alfiere del nero · h7 pedone del nero · a6 torre del nero · f6 torre del nero · h6 alfiere del bianco · h5 torre del bianco · b4 pedone del nero · d4 pedone del nero · e4 re del nero · f4 pedone del nero · g4 donna del bianco · h4 cavallo del bianco · c3 pedone del nero · d3 torre del bianco · b2 cavallo del nero · e2 pedone del bianco · g2 cavallo del bianco · e1 alfiere del nero · f1 re del bianco · g1 cavallo del nero | b7 alfiere del nero · h7 pedone del nero · a6 torre del nero · f6 torre del nero · h6 alfiere del bianco · h5 torre del bianco · b4 pedone del nero · d4 pedone del nero · e4 re del nero · f4 pedone del nero · g4 donna del bianco · h4 cavallo del bianco · c3 pedone del nero · d3 torre del bianco · b2 cavallo del nero · e2 pedone del bianco · g2 cavallo del bianco · e1 alfiere del nero · f1 re del bianco · g1 cavallo del nero | b7 alfiere del nero · h7 pedone del nero · a6 torre del nero · f6 torre del nero · h6 alfiere del bianco · h5 torre del bianco · b4 pedone del nero · d4 pedone del nero · e4 re del nero · f4 pedone del nero · g4 donna del bianco · h4 cavallo del bianco · c3 pedone del nero · d3 torre del bianco · b2 cavallo del nero · e2 pedone del bianco · g2 cavallo del bianco · e1 alfiere del nero · f1 re del bianco · g1 cavallo del nero | 1 |
|   | a | b | c | d | e | f | g | h |   |

Soluzione:
1. Ag7!  (min. 2. Df5+! Txf5 3. Txd4#)
1... Ac8 2. Txd4+  Rxd4 3. Dxf4#

1... Af2 2. Dxf4+ Txf4 3. Te5#

1... Td6 2. Te5+  Txe5 3. Df5#

1... Cxd3 2. Df3+  Cxf3 3. exf3#